# 성검사의 금주영창
성검사의 금주영창(일본어: 聖剣使いの禁呪詠唱 세이켄츠카이노와루도부레이쿠[*])는 일본의 라이트 노벨이다. 아와무라 아카미츠가 저술하였고, 일러스트는 refeia. 2012년부터 GA문고에서 1권을 발매해 2018년까지 22권을 발매하였다. 대한민국에서는 2013년부터 L 노벨이 1권을 발매하였다.
2015년 1월 12일부터 3월 29일까지 애니메이션을 방영하였다. 제작사는 디오미디어였다.